# Adriano Banchieri
Tommaso Adriano Banchieri (zw. Adriano da Bologna); (ur. 3 września 1568, zm. 1634 w Bolonii) – włoski kompozytor, organista, teoretyk muzyki i pedagog. Jego rodzina pochodziła z Lukki, prawdopodobnie tam spędził swoje dzieciństwo oraz rozpoczął naukę muzyki. 
W 1587 wstąpił do zakonu benedyktynów w S. Michele in Bosco, przybierając imię zakonne Adriano. Komponował głównie utwory organowe o charakterze religijnym oraz komedie madrygałowe. Założył w Bolonii Accademia dei Floridi.